# Yūko Arimori
Yūko Arimori (jap. 有森裕子 Arimori Yūko; ur. 17 grudnia 1966 w Okayamie) – japońska lekkoatletka, specjalizująca się w maratonie.
Srebrna (Barcelona 1992) i brązowa (Atlanta 1996) medalistka olimpijska w biegu maratońskim.